# Битка при Адрамит (1205)
Битката при Адрамит (Адрамитиум) се провежда на 19 март 1205 г. край крепостта Адрамит (Едремит, днешна Турция) между армиите на Латинската империя и Никейската империя, при което латинците печелят убедителна победа.
В началото на 1205 г. Анри Фландърски започва кампания в Мала Азия срещу Никейската империя. Тръгвайки от Абидос, където оставят гарнизон, латинските войски се придвижват два дни, достигайки до Адрамит. Заедно с Анри са бароните Тиери дьо Лоос, Никола дьо Майи, Ансо дьо Кайо и Тиери дьо Термонд.
Градът скоро е превзет и латинците сили се настаняват в крепостта, използвайки я като база за нападение на никейците. В отговро Теодор Ласкарис събира голяма армия. Той поверява командването на брат си Константин Ласкарис, който е изпратен веднага срещу Адрамит. Анри Фландърски получава съобщение от арменските си съюзници, че никейската армия се насочва срещу него, така че подготвя ограничените си сили за защита на града.
На 19 март 1205 г. Константин Ласкарис и неговата армия се появяват пред стените на Адрамит. Анри Фландърски отказвайки да остане в капан зад стените на града, приема открит бой и излиза навън с тежката си кавалерия. Един от латинските отряди се командва от сенешала Тиери дьо Лоос. Двете страни започват близък ръкопашен бой, в който латинските рицари побеждават, като унищожават или пленяват голяма част от никейската армия. Константин Ласкарис вероятно е бил убит в битката, тъй като името му не се споменава отново в изворите.